# Tần (họ)
Tần là một họ của người Trung Quốc (chữ Hán: 秦, Bính âm: Qin), Nhật Bản (Kanji: 秦, Rōmaji: Shin) và Triều Tiên (Hangul:진, Hanja: 秦, Romaja quốc ngữ: Jin), nó đứng thứ 18 trong danh sách Bách gia tính.

## Những người Trung Quốc họ Tần nổi tiếng
- Tần Gia, thi sĩ thời Đông Hán
- Tần Quỳnh, danh tướng thời Đường Thái Tông, nổi tiếng với vũ khí Như ý cửu tiết côn
- Tần Cối, người được cho là đã hãm hại Nhạc Phi (thời Nam Tống)
- Tần Thiếu Hổ, một tướng lĩnh quân phiệt thời Trung Hoa Dân Quốc
- Tần Minh, một trong 108 anh hùng Lương Sơn Bạc
- Tần Lương Ngọc, nữ tướng thời Minh mạt Thanh sơ
- Tần Lam, nữ diễn viên, người mẫu

## Những người Triều Tiên họ Tần nổi tiếng
- Jin Jong-oh, vận động viên bắn súng người Hàn Quốc